# Abrothrix sanborni
Abrothrix sanborni is een zoogdier uit de familie van de Cricetidae. De wetenschappelijke naam van de soort werd voor het eerst geldig gepubliceerd door Osgood in 1943.

## Verspreidingsgebied
De soort wordt aangetroffen in Argentinië en Chili.